# Cédric Mongongu
Cédric Mongongu (* 22. Juni 1989 in Kinshasa) ist ein kongolesischer ehemaliger Fußballspieler.

## Karriere

### Verein
Mongongou spielte in seiner Jugend für die französischen Vereine RCF Paris und AS Monaco. Beim Letzteren gelang ihm 2007 der Sprung in den Profikader. Daraufhin bestritt er in vier Saisons 79 Ligaspiele. 2011 wechselte er zum FC Évian Thonon Gaillard.
Zur Saison 2015/16 wechselte er in die Türkei zum Erstligisten Eskişehirspor. Bereits nach einer halben Saison verließ er diesen Verein wieder.

### Nationalmannschaft
2008 debütierte er in der Nationalmannschaft seines Landes und bestritt seitdem mehr als 30 Länderspiele.